# Малхам
Пещера Малха́м (ивр. מערת מלח"ם‎, ме‘ара́т малха́м) — соляная пещера в восточной части горы Содом на юго-западном берегу Мёртвого моря в Израиле. Самая глубокая и протяжённая из известных в мире пещер в каменной соли. Пещера открыта израильским Центром по исследованию пещер (המרכז לחקר מערות‎ — сокр. מלח"ם‎) под руководством профессора Амоса Фрумкина.
Протяжённость пещеры составляет 10 000 м, глубина — 135 м. Пещера сквозная, имеет верхний и нижний входы, в ней расположено 105 отдельных пещер общей протяжённостью около 20 км. На стенах, сложенных пластами каменной соли, выделяются белоснежные соляные сталактиты, сталагмиты, колонны. После редких дождей в пещере течёт поток рапы.

## Галерея

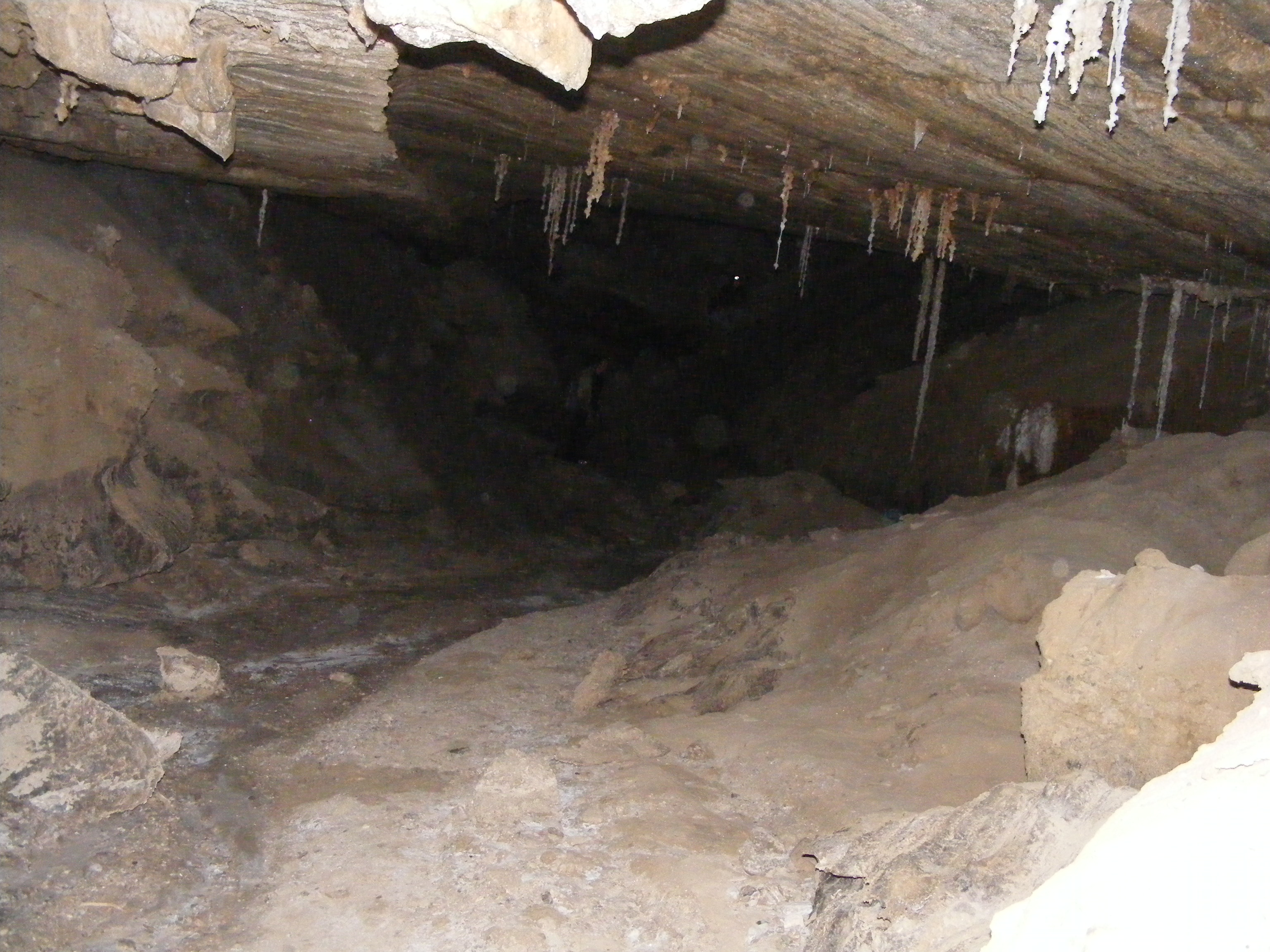
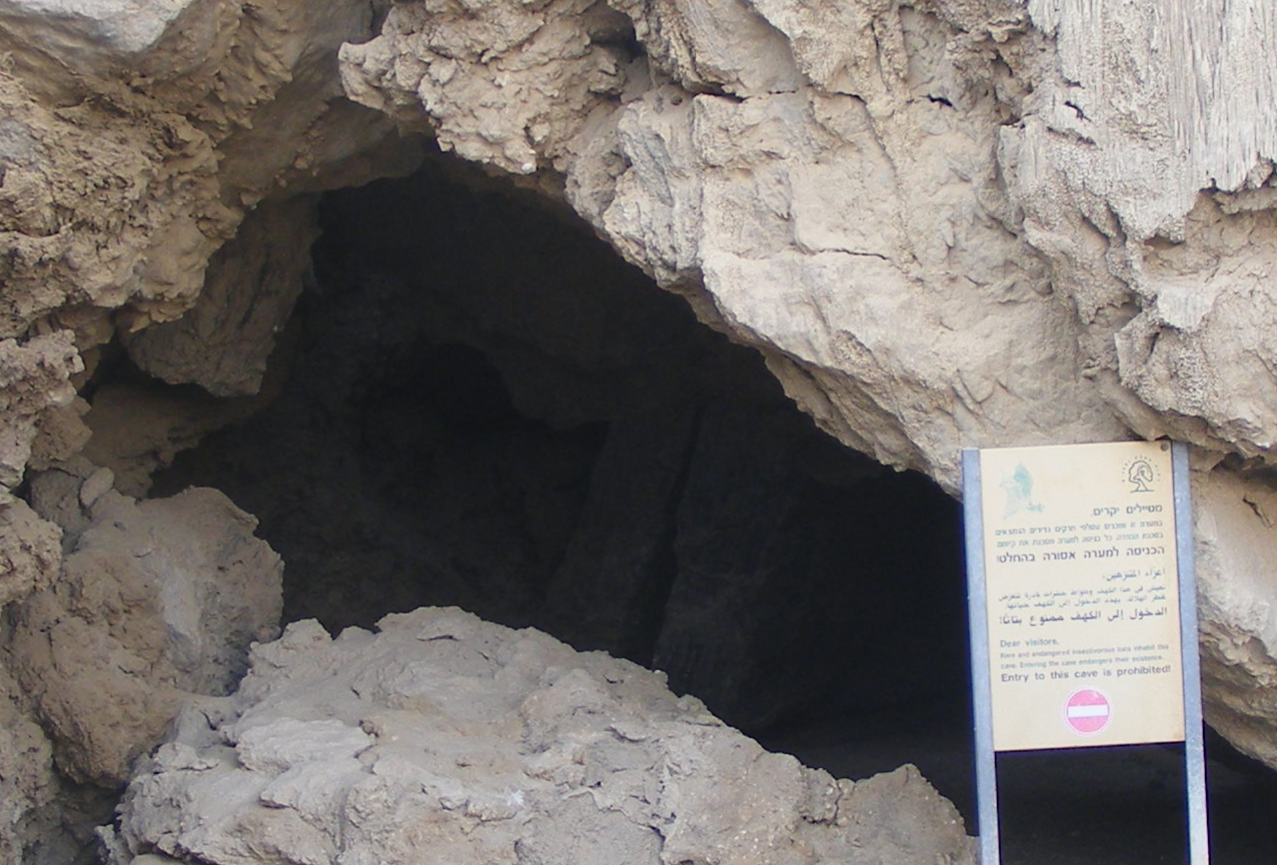
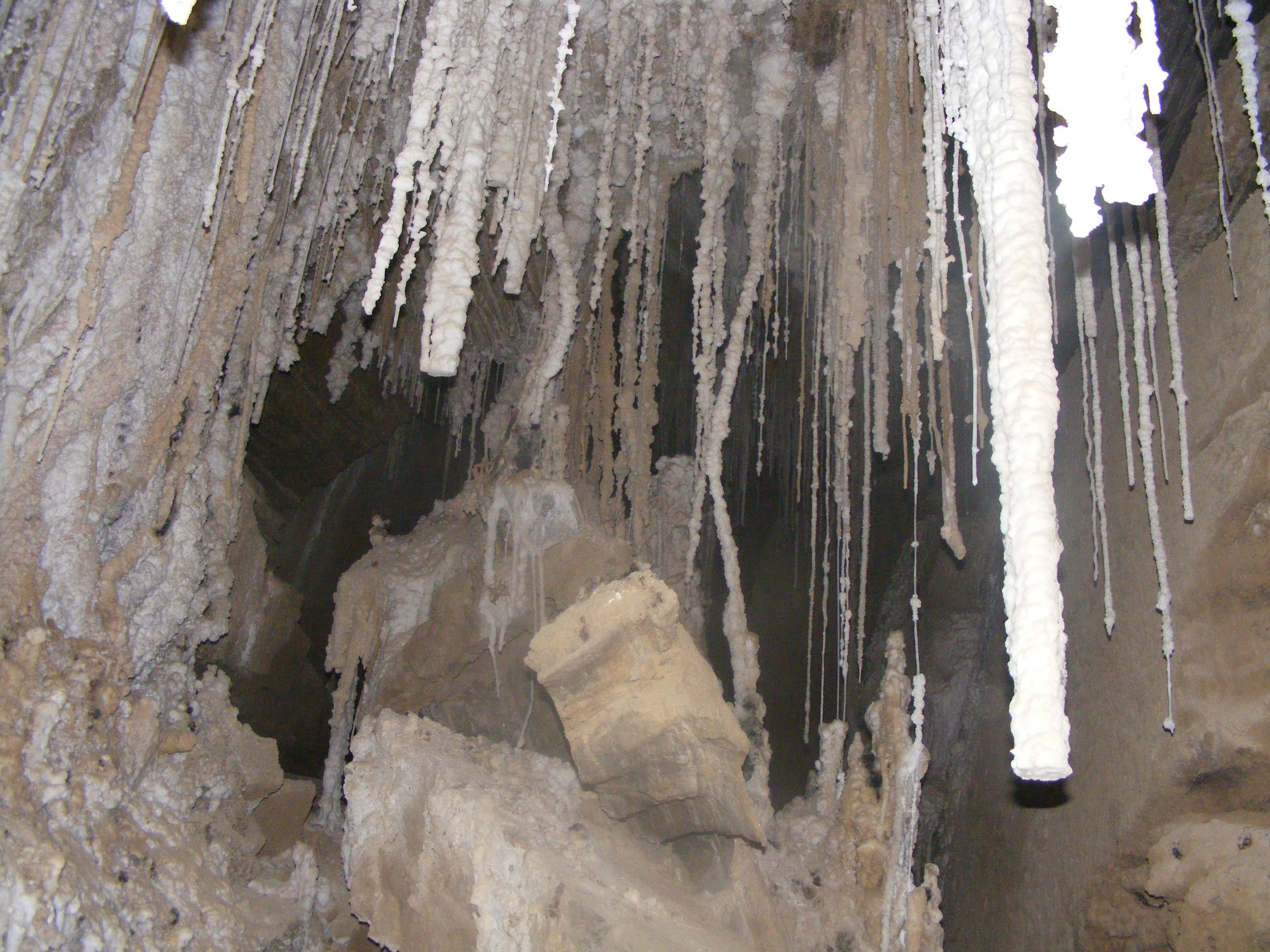